# Parsadepur
Parsadepur es un pueblo y nagar Panchayat situado en el distrito de Rae Bareli en el estado de Uttar Pradesh (India). Su población es de 11853 habitantes (2011). 

## Demografía
Según el censo de 2011 la población de Parsadepur era de 11853 habitantes, de los cuales 6033 eran hombres y 5820 eran mujeres. Parsadepur tiene una tasa media de alfabetización del 65,80%, inferior a la media estatal del 67,68%: la alfabetización masculina es del 73,59%, y la alfabetización femenina del 57,77%.